# Доручак на трави
Доручак на трави (фр. Le Déjeuner sur l'Herbe), изворног назива Le Bain (Купање), је уљана слика ширине 208 и дужине 264,5 центиметара, коју је насликао Едуар Мане 1863. године. Изложена је у музеју Орсе у Паризу.
Стављање наге женске фигуре уз потпуно обучене мушкарце изазвало је контроверзу када је дело први пут приказано у Салону одбачених, као одговор на протест уметника који су одбијени у званичном Салону. Осим што су тему сматрали вулгарном, многи критичари нису подржавали ни композицију слике због модерног стила којим се сликар служио.
Сликари, а посебно Едуар Мане, један аналитични сликар, нису опседнути темом слике као што је народ: за њих је тема само изговор за сликање, док је народу тема пресудна.— Емил Зола, 1867.

## Одлике и инспирација
Манеов Доручак на трави, који је 1863. Салон одбио, изазвао је велики скандал кад је био изложен у Салону одбијених (Salon des Refusés). Иако се тема заснивала на тако уваженим академским примерима као што је Ђорђонеов Концерт на ливади и детаљ гравуре Маркантонија Рајмондија, Парисов суд, рађене према изгубљеној Рафаеоловој скици, дошло је до свеопштег негодовања јер је класична, пасторална тема била пренесена у савремене оквире. Рафаелове богиње и Ђорђонеове нимфе су постале модели, једна нага, друга делимично разодјевена; оне се забављају у шуми с двојицом пристојно обучених али „очигледно” распусних уметника — боема. Што се теме тиче, чини се да је Мане одступио од традиције у складу са реалистичким уверењима да уметник треба да слика свет свог искуства, свет какав види. Венера, Данаја, па чак и романтичарска одалиска морале су да постану акт који седи или жена која се купа.
Зналачкији, мада због тога не нужно и перцептивнији критичари тога времена сматрали су начин сликања још већом бруком од теме. Мане, који је имао тек тридесет једну годину, већ је експериментисао импресионистичком техником широких потеза кичице. Доручак поставља фигуре у врсту затвореног шумског амбијента, мада се центар донекле отвара до ограничене дубине, а погнута жена у позадини делује као врх класичног троугла чија су основа и стране три фигуре у првом плану. Одричући се Курбеовог импаста, Мане је направио корак даље ка потврђивању слике као дводимензионалне површине коју уметник мора непрестано да понавља у свим елементима дела. Та концепција, као и скициозност технике, разбеснели су професионалне критичаре, готово као да су у том делу осетили прорицање револуције која ће уништити угодни свет сигурних вредности чијим су се чуварима сматрали.
Инспирацију за ову слику Едуар Мане добио је када је шетао обалом Сене у граду Аржантеј. Слика не представља реалистично стање у друштву, већ потврђује индивидуалну слободу уметника. Скандал изазван приказивањем наге девојке која лежерно руча са два обучена мушкарца, што је вређало тадашњи морал, био је наглашен чињеницом да су ликови са слике били познати.
Слика представља пикник у шуми близу Аржантеја. Нага девојка, чије је тело изразито осветљено, гледа директно у посматрача. Она седи на плавој тканини, која представља део одеће коју је скинула. Манеова супруга, Сузана Леинхоф, и његова омиљена муза Викторина Мјуран позирале су када је сликао нагу девојку, која има Викторинино лице и Сузанино тело. Два мушкарца представљају Манеовог брата, Густава, и његовог будућег зета, холандског кипара Фердинанда Леинхофа, који разговарају игноришући девојке. Испред њих приказана је женска одећа, корпа са воћем и хлеб. У позадини налази се обучена девојка која прелази поток, чије су димензије доста веће од димензија фигура у првом плану и изгледа као да лебди. Несразмерност између девојке у позадини и чамца са десне стране представља пропуст сликара, упркос томе, због нежне хроматске контрасти и употребе ваздушне перспективе савременици ово дело сврставају у ремек-дела деветнаестог века. Девојка у позадини често служи као модел Манеовим пријатељима сликарима, њено име је Еленора-Александрин Мелеј и она ће касније постати супруга Емила Золе.
Грубо обојеној позадини недостаје дубина, што оставља утисак као да се сцена не одвија напољу, већ у неком студију. Овај утисак појачава се употребом интензивног  „фотографског” светла, које скоро као да не оставља сенке, односно, осветљење сцене је нескладно и неприродно. Мушкарац са десне стране носи посебну врсту капе са ресом која се носи у затвореном простору.
Стил сликања разликује се од тадашње традиције. Манет је користио непосредно светло које елиминише средње тонове. Због коришћења мотива из уметниковог најближег окружења, слика се сматра „предимпресионистичком”. Метода којом је сликао била је класична, с тим што није покушавао да сакрије потезе четкицом, због чега слика у неким деловима делује недовршено. 
Упркос томе што је тема дела свакидашња, Мане је намерно одабрао велики формат платна, који је обично коришћен за слике са битнијом тематиком.

## Утицаји
Ова слика може се сматрати модернијом верзијом слике Концерт на ливади (1508-1509) ренесансног сликара Тицијана Вечелија (иако је дело раније било преписано Ђорђонеу). 
На тој слици две голе девојке (Калиопа и Полихимнија, музе епске и лирске поезије) налазе се у друштву два пристојно обучена младића, од којих један свира лауту. Призор је постављен у архаичном пејзажу. Манет је пренео исту тему, користећи модерне ликове и представљајући сцену као „излет у шуми“. Ручак је заправо манифест новог начина сликања и нове концепције уметности и односа између уметности и њене публике.
Манеова композиција открива његово проучавање древних мајстора, будући да положај главних ликова преузет из сцене са флувијалним боговима из гравуре Маркантонија Раимондија (1515), који је копирао цртеж Рафаела Сантија под називом Парисов суд. 
Неки стручњаци такође наводе Ђорђонеову Олују, чувену ренесансну слику која такође приказује мушкарце потпуно обучене поред којих је жена у сеоском окружењу, као важаног претходника Манеове слике. 

Представљање два пара која одмарају у парку или у сличном окружењу била је класична тема галантног сликања, коју је илустровано Антоан Вато у својој слици Квадратни део (фр. La Partie carrée)(1713). 
- Сеоски концерт, Тицијан Вечели
- Парисов суд, Рафаело Санти
- La Partie carrée, Антоан Вато

## Потоње верзије слике
Клод Моне је 1866. године насликао своју верзију Доручка на трави као одговор на Манеову слику. Међутим, она је имала огромне димензије и била је непотпуна. Представља друштвено прихватљивији призор буржоаског пикника, али будући да је то демонстрација новог импресионистичког стила, већи нагласак се ставља на ефекте светлости него на предмет као такав. Суптилна игра сенке и светла демонстрира предности плеинаиристичког сликања и супротставља се неприродној светлости Манеовог дела. Након што је ову монументалну слику оштетила влага, Моне је исекао на три дела. Леви и средњи део сада су у музеју Орсе, док је трећи део изгубљен. Студија о слици налази се у Пушкиновом музеју.
Отприлике један век касније, 1961. године, Пабло Пикасо је одлучио да по угледу на овај велики споменик модерне уметности наслика неке слике у свом стилу. За мање од две године направио је више од 27 слика, 6 гравура на линолеуму и 140 цртежа према Манеовој слици.
Француски уметник Алон Жаке, који је био део покрета поп-арт, направио је пародију на Манеову слику у сериграфији 1964. године.
Амерички кипар Џон С. Џонсон Џуниор обновио је слику у три димензије, под називом Déjeuner déjà vu, тј. Већ виђен доручак.
На крају, 2002. године руски сликари Дубораски и Виноградов насликали су своју верзију Доручка на трави у почаст импресионистичким сликарима.